# Alexejew I-212
Alexejew I-212 (russisch Алексеев И-212) ist die Bezeichnung für ein zweimotoriges sowjetisches Abfangjagdflugzeug aus dem OKB Nr. 21 von Semjon Alexejew, das in nur einem Exemplar gebaut wurde.

## Entwicklung
Aufgrund eines im Juni 1946 erteilten staatlichen Auftrages für einen stark bewaffneten Jäger mit Funkausrüstung entwickelte Alexejew einen Mitteldecker mit geradem Trapezflügel, an dessen Mittelflügel die beiden Triebwerke angebracht waren. Im Gegensatz zum Vorgängermuster I-211 besaß er andere Triebwerke (zwei RD-45) und zwei Kanonen in einer fernbedienten, um 70° nach unten schwenkbaren Lafette im Heck sowie ein Radargerät Tori-1 im Rumpfbug.
Die Offensivbewaffnung umfasste eine 37-mm-Kanone mit 75 Schuss und zwei 23-mm-Kanonen mit je 200 Schuss im Bug oberhalb des Radargerätes.
Die Rollerprobung des Prototyps mit A. A. Popow als Pilot begann im Sommer 1948 und wurde bald darauf wieder eingestellt, da abzusehen war, dass mit der Jak-25 ein weitaus fortschrittlicheres Modell zur Verfügung stehen würde. Geplant wurde noch der leichte Bomber I-213 und die Aufklärungsversion I-214 ohne Hecklafette, die jedoch nicht realisiert wurden.
Daraufhin wurde 1948 das OKB Alexejew aufgelöst und der Konstrukteur übernahm die Leitung einer deutschen Spezialistentruppe, in der unter anderem auch Brunolf Baade mitarbeitete, der später für den Entwurf des einzigen ostdeutschen Passagierflugzeuges, der 152, bekannt wurde. Die mit der I-212 gewonnenen Erkenntnisse flossen jedoch in die Konstruktion der I-320, La-200 sowie Jak-25 ein.

## Technische Daten
| Alexejew I-212        | Alexejew I-212                                   |
| --------------------- | ------------------------------------------------ |
| Konzeption            | zweimotoriges Abfangjagdflugzeug                 |
| Konstrukteur          | Semjon Alexejew                                  |
| Baujahr               | 1948                                             |
| Besatzung             | 2                                                |
| Länge                 | 13,08 m                                          |
| Spannweite            | 16,20 m                                          |
| Höhe                  | 4,25 m                                           |
| Flügelfläche          | 32,80 m²                                         |
| Flügelstreckung       | 8,0                                              |
| Leermasse             | 5.130 kg                                         |
| Startmasse            | normal 9.250 kg maximal 10.500 kg                |
| Triebwerke            | zwei Strahltriebwerke RD-45                      |
| Leistung              | je 21,9 kN                                       |
| Höchstgeschwindigkeit | in Bodennähe 1.000 km/h in 8.000 m Höhe 962 km/h |
| Landegeschwindigkeit  | 178 km/h                                         |
| Steigleistung         | 2,3 min auf 5.000 m                              |
| Dienstgipfelhöhe      | 15.000 m                                         |
| Reichweite            | normal: 2.300 km maximal: 8.100 km               |
| Bewaffnung            | eine 37-mm-MK vier 23-mm-MK                      |